# Sapun drvo
Sapun drvo (lat. Sapindus saponaria),  korisno ljekovito vazdazeleno drvo iz porodice sapindovki, rašireno je od Meksika i Antila do južnog Brazila, te introducirano u niz afričkih zemalja, te Galápagos i Venezuelu.
Od plodove ove vrste proizvodi se sapun.
- Opis1
- S. saponaria, Distrito Federal, Brazil.
- S. saponaria, plodovi
- izrada sapuna od plodova

## Sinonimi
- Cupania saponarioides Sw.
- Sapindus inaequalis DC.
- Sapindus rigidus Mill.